# Test HIV

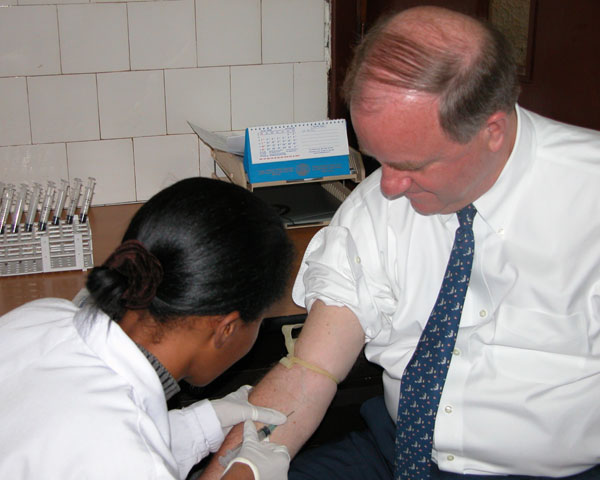
Odběr krve na test HIV

Test HIV či testování na HIV je laboratorní proces, během kterého je laboratorně vyšetřena žilní krev jedince na protilátky proti viru HIV v podobě anti HIV-1 a anti HIV-2. Je složena z odběru krve pomocí injekční stříkačky a následného laboratorního rozboru.
Na test se doporučuje jít 2 až 3 měsíce po rizikové události, jelikož lidské tělo potřebuje čas na vytvoření protilátek, které má test odhalit. Tři měsíce je průměrná doba potřebná k vytvoření dostatečného množství protilátek pro detekci laboratorními testy.
Doporučuje se, aby na testy HIV chodili lidé, kteří se pravidelně vystavují rizikovému pohlavnímu styku (orální sex, soulož bez kondomu atd.) s osobou, u které nemají jistotu, 2 až 3 měsíce po náhodném sexu s cizí osobou, či před vznikem dalšího sexuálního vztahu, aby partneři měli vzájemnou jistotu. Další možnou cestou nákazy je sdílení stříkačky, jehly nebo dalších pomůcek (včetně roztoku drogy) u injekčních uživatelů drog. Nákaza virem HIV se přenáší také vertikálně, tj. z matky na plod (během těhotenství, porodu nebo kojení), proto je v ČR zavedeno povinné testování těhotných na přítomnost viru HIV. Mezi další rizikové činnosti z hlediska nákazy virem HIV patří také tetování, piercing, sdílení žiletky nebo zubního kartáčku s HIV pozitivní osobou.

## Testování v Česku

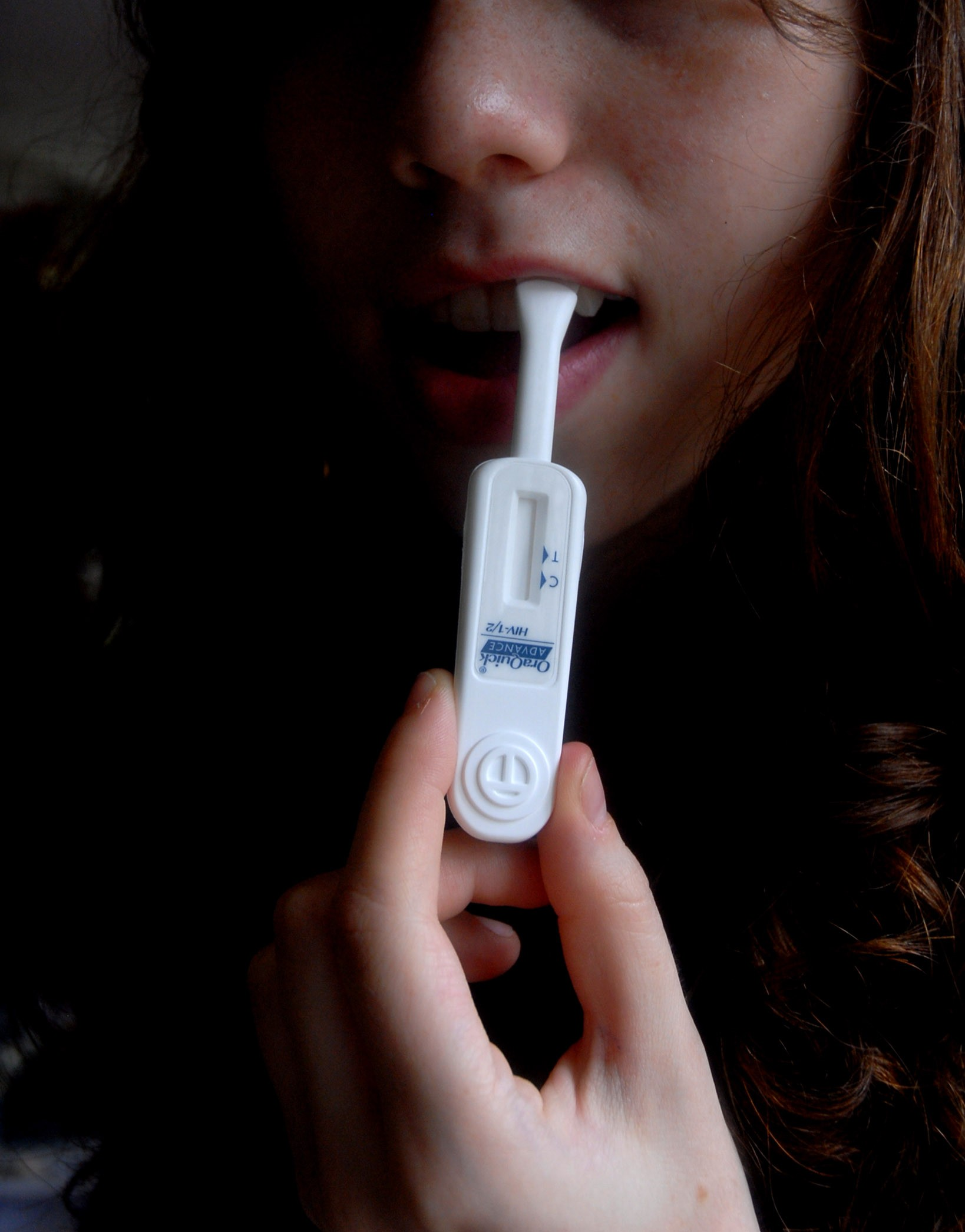
Zařízení pro testování ze slin

V Česku jsou testy HIV prováděny na všech krajských hygienických stanicích.
Vyšetřování na přítomnost viru HIV se povinně provádí u dárců krve, tkání, orgánů, spermatu a mateřského mléka při každém darování. Bez testu není darování přípustné.
Bez souhlasu fyzické osoby je možné provést test na virus lidské imunodeficience (HIV) (a) u těhotných žen, (b) u fyzické osoby, která má poruchu vědomí a u níž vyšetření na HIV je významné z hlediska diferenciální diagnostiky a léčení bez provedení tohoto vyšetření může vést k poškození jejího zdraví, (c) u fyzické osoby, které bylo sděleno obvinění z trestného činu ohrožování pohlavní nemocí včetně nemoci vyvolané virem lidského imunodeficitu nebo z trestného činu, při kterém mohlo dojít k přenosu této nákazy na jiné fyzické osoby, (d) u fyzické osoby, která je nuceně léčena pro pohlavní nemoc.
V ostatních případech lze vyšetření na virus lidského imunodeficitu provést jen se souhlasem fyzické osoby.
Současně je většinou toto testování zpoplatněno poplatkem, který se pohybuje řádově v několika stokorunách v závislosti na pracovišti, kde jsou testy prováděny (obvykle 300–⁠600 Kč). Na některých místech jsou však prováděny i zcela bezplatně a anonymně (Dům světla společnosti AIDS pomoc, Statní zdravotní ústav). Testy je možné podstoupit zcela anonymně anebo pod občanským jménem (v tomto případě mohou testy hradit zdravotní pojišťovny). Některá pracoviště provádějí testování v některé dny zdarma. Dle přání a schopnosti laboratoře je možné se dozvědět výsledky již za několik hodin (za příplatek) anebo nejčastěji do dalšího dne nebo týdne od odběru krve, dle množství testovaných. Nutná je osobní návštěva pro výsledky, po telefonu se zpravidla výsledky nesdělují. Výsledek testu je lékařským tajemstvím.
- Pozitivní výsledek znamená nákazu virem HIV, nikoliv onemocnění AIDS –⁠ to je diagnostikováno až na základě příslušného klinického vyšetření. Osoba s pozitivním výsledkem HIV testu je podrobně poučena o své diagnóze a o povinnosti chovat se tak, aby ostatní neohrožovala rizikem nákazy. Kontakt s jinou HIV pozitivní osobou zvyšuje pravděpodobnost rychlejšího a závažnějšího průběhu infekce a zhoršení účinku léčiv. Při určité výšce hladiny virové nálože (počtu kopií HIV v krvi) je nasazena léčba. U HIV pozitivních těhotných matek je zahájena profylaktická léčba, která dokáže snížit riziko přenosu infekce HIV na plod.Použitá sada určená k domácímu testu s negativním výsledkem

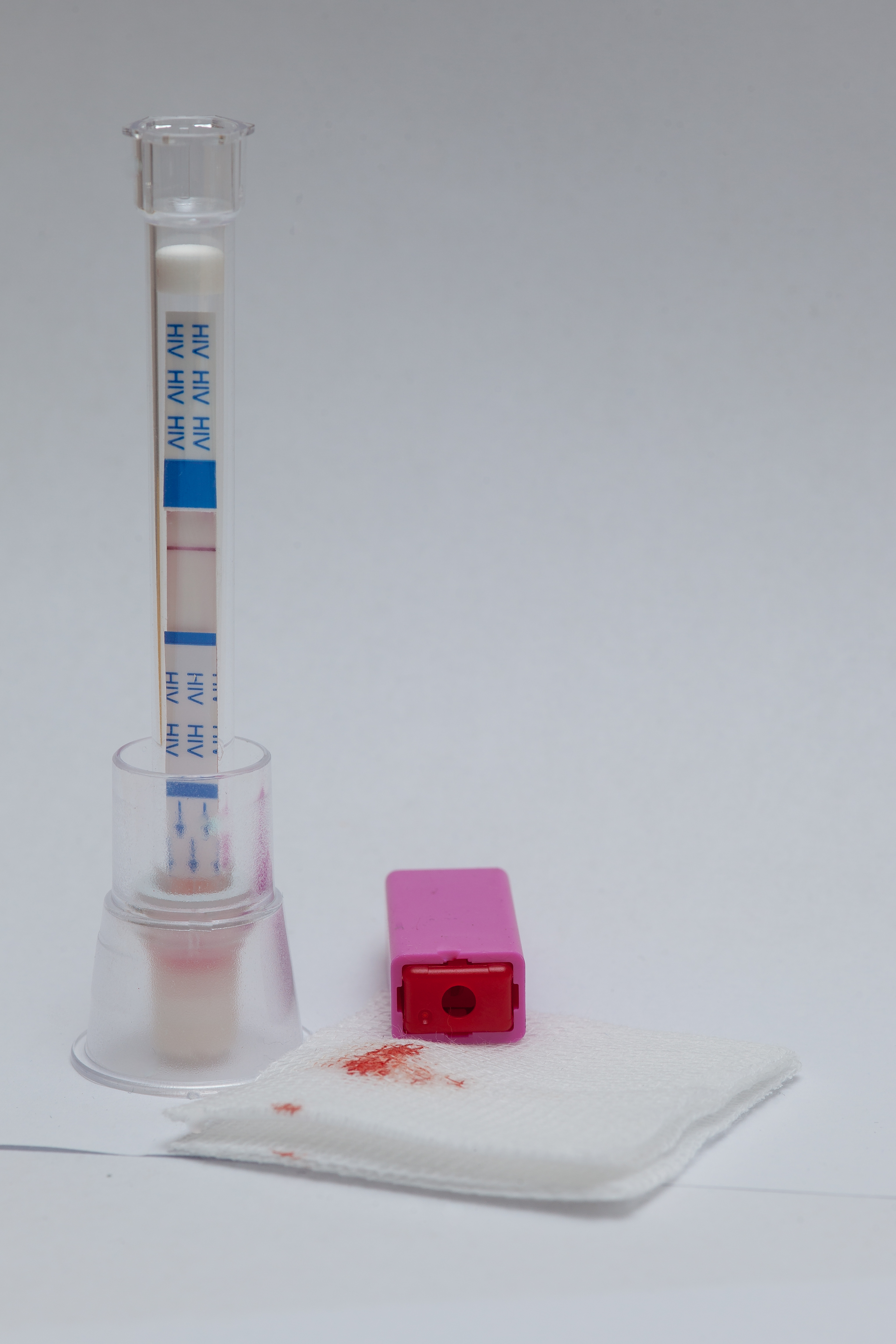
Použitá sada určená k domácímu testu s negativním výsledkem

- Negativní výsledek HIV testu znamená, že 3 měsíce před odběrem krve na laboratorní vyšetření nebyl HIV virus v organismu přítomen, nikoliv že pacient není v současné době nakažen, proto se doporučuje test po 3 měsících zopakovat.

Od roku 2003 je vyžadováno používání testů 4. generace, které jsou schopny objevit HIV Ab i p24 Ag. Během odběru krve jsou testovanému položeny základní otázky ohledně možné nákazy a je seznámen s dobou, po které je možné virus objevit. Následně podepisuje dokument, že byl seznámen a že odpovídal pravdivě. Pokud by se zjistilo, že nikoliv, nese právní následky a je vyřazen z evidence dárců.

### Metody laboratorní diagnostiky
Základní laboratorní vyšetření využívají nepřímého průkazu infekce HIV –⁠ průkazu protilátek metodou ELISA. To znamená, že v krvi pacienta se nehledá přímo virus HIV, ale protilátky, které si na obranu proti tomuto viru organismus vytvořil. Tímto způsobem nelze infekci HIV prokázat ihned po nákaze. Protilátky se začínají tvořit již 2–⁠3 týdny po vniknutí viru do organismu. Hladina protilátek dostatečná k detekci se však vytvoří přibližně až za 3 měsíce, do té doby mluvíme o tzv. diagnostickém oknu.
Přítomnost viru HIV lze prokázat také přímo – průkazem antigenu p24 (protein, který je součástí kapsidy viru) metodou ELISA, nebo průkazem virové RNA (ribonukleové kyseliny) pomocí PCR (polymerázové řetězcové reakce). Vyšetření na přítomnost proteinu p24 se využívá k odhalení časné infekce (před vytvořením protilátek), k vyšetření novorozenců HIV pozitivních matek a dále ke sledování vývoje onemocnění a účinnosti antivirové terapie.
Na vyšetření přítomnosti viru HIV v organismu lze kromě krve použít i další tělní tekutiny, a to sliny, mozkomíšní mok nebo moč (tato vyšetření jsou ovšem méně spolehlivá).

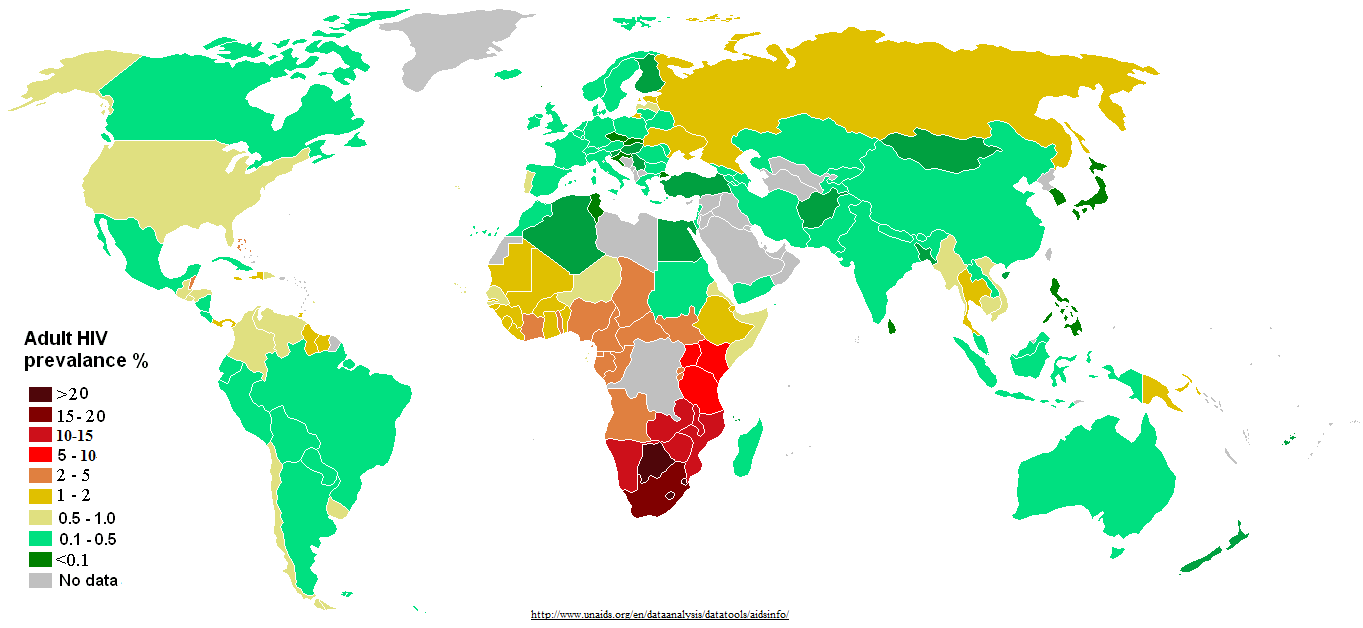
Rozšíření HIV ve světě

### Národní linka prevence AIDS
V rámci testování vznikla také Národní linka prevence AIDS, které je dostupná na bezplatném telefonním čísle 800 144 444. Na této lince je možné se zeptat na jakékoliv otázky ohledně HIV, na seznam pracovišť, otevírací doby atd.

## Univerzální (plošné, všeobecné) testování na HIV
Do roku 2008 bránily univerzálnímu testování (dále jen UT) dvě okolnosti: Jednak nebyla příznivá cena testu, jednak nebyl dostatečně prokázán význam UT. Protože dnes lze pořídit test za cenu v řádu stokorun a protože nejnovějších výzkumů s pomocí matematických modelů může UT zásadně snížit šíření infekce HIV (a tím i onemocnění AIDS), je možné nadále označovat absenci UT jako nemorální nebo dokonce protizákonný stav. Podle studie zveřejněné v roce 2008 v renomovaném britském lékařském časopise The Lancet , je možné pomocí UT snížit počet pacientů, u kterých se plně rozvine AIDS, o neuvěřitelných 95 %. Vzhledem k inkubační době AIDS je možné předpokládat, že i nižší frekvence testů může zachránit mnoho lidských životů. Ještě i jednou za pět let má testování smysl. Každoroční UT však může pomoci i v nejvíce postižených zemích zvládnout šíření nákazy již v první dekádě.